# Joana de Bourbon
Joana de Bourbon (em francês: Jeanne; Vincennes, 3 de fevereiro de 1338  — Paris, 6 de fevereiro de 1378) foi consorte de Carlos V de França.

## Família
Joana era a filha do duque Pedro I de Bourbon e de Isabel de Valois, meia-irmã de Filipe VI de França. O pai de Joana, Pedro, foi morto na Batalha de Poitiers em 1356, e sua mãe, Isabel, morreu em 1388.
Seus avós paternos eram o duque Luís I de Bourbon e Maria de Avesnes. Já seus avós maternos eram o conde Carlos de Valois e Matilde de Châtillon.
Joana teve oito irmãos, entre eles o duque Luís II de Bourbon, Branca de Bourbon, esposa do rei Pedro I de Castela e Bona de Bourbon, condessa consorte de Saboia.

## Biografia
Seu pai, avô e irmão eram todos mentalmente instáveis, e Joana parece ter herdado esta doença familiar. Sofreu um completo colapso nervoso após o nascimento de seu sétimo filho. Seu filho mais velho, Carlos VI, era famoso por sua insanidade. 
De seu casamento nasceram nove filhos:
- João (1359-1364).
- João (1366-1366).

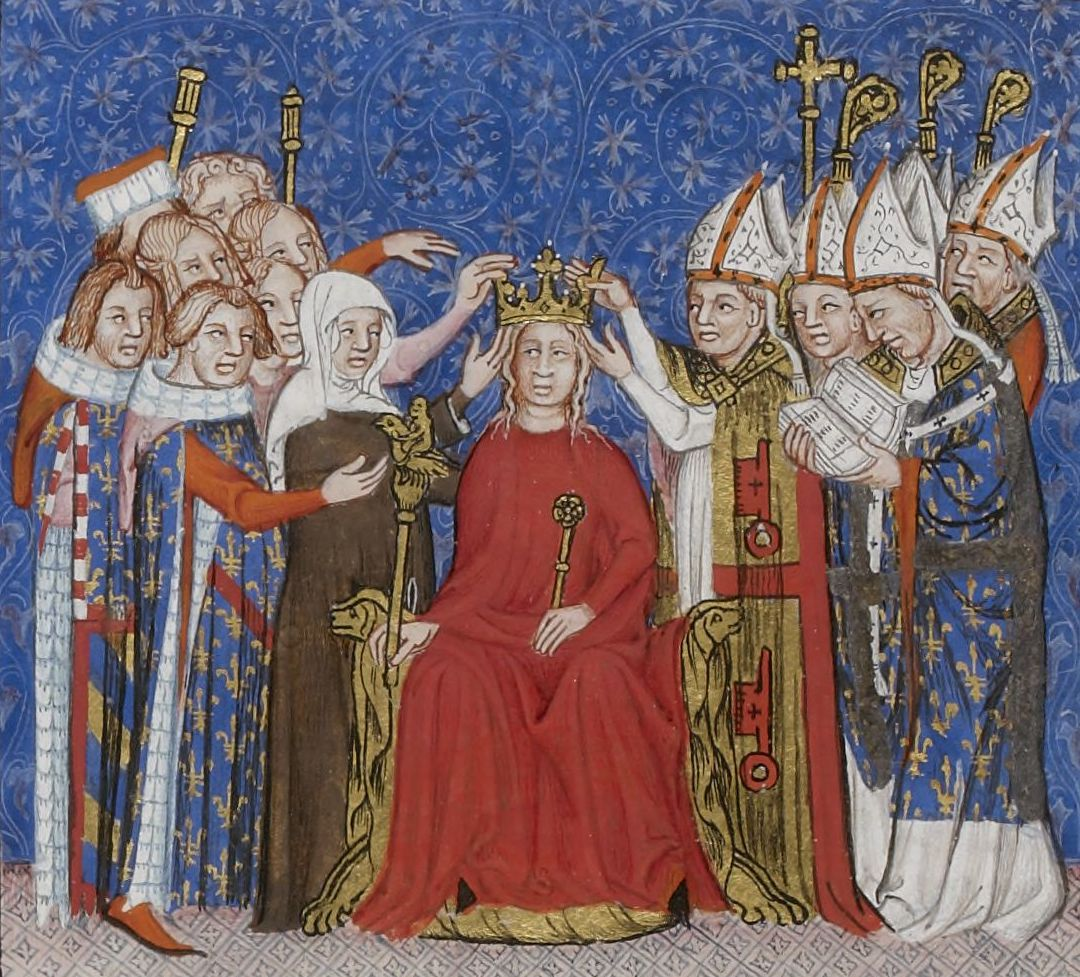
Coroação da rainha Joana

- Luís de Valois, Duque d'Orleães (Paris 1372-1407), Duque da Touraine 1386, Duque de Orleans 1392, Conde de Valois, Duque de Valois e Conde de Dunois, de Angoulême, de Dreux, Périgord, Beaumont, Soissons 1404, Poitiers, tronco com sua esposa Valentina  Visconti (1370-1408) filha de João Galeazo Visconti, Duque de Milão e Isabel de França da Casa de Orleans e Orleans-Angoulême.
- Carlos VI de França (1368-1422)
- Joana ((1357-1360 na abadia de St. Antoine-des-Champs).
- Bona (n. e m. 1360).
- Maria (Paris 1370-1377).
- Isabel (Paris 1373-1378 Paris).[3]
- Catarina (Paris 1378-1388]). Casada em 1386 com João de Berry, Conde de Montpensier.

## Morte e enterro
Joana morreu em Paris ao dar à luz sua filha mais nova, Catarina de Valois (1378-1388). De acordo com Jean Froissart, enquanto Joana estava grávida de Catarin quis tomar um banho, mas os médicos desaconselharam-na porque pensaram que seria muito perigoso.
Joana ignorou e tomou um banho de qualquer maneira. Logo depois entrou em trabalho de parto, morrendo em seguida. O rei ficou muito triste com a morte de Joana e nunca foi o mesmo depois de sua morte. Os seus restos mortais foram colocados na Basílica de Saint-Denis.